# 萨尼斯洛普 (华盛顿州)
萨尼斯洛普（英語：Sunnyslope）是美国华盛顿州奇兰县下属的一個普查规定居民点。該聚居地是韦纳奇-東韋納奇都會統計區的一部份。2000年美國人口普查時人口為2,521人。
根據華盛頓州地區人均所得，萨尼斯洛普在522個地區中排第53名，也是奇兰县中排名最高的。